# Scombrini
Scombrini é uma tribo de peixes actinopterígeos da família Scombridae que inclui as espécies conhecidas pelos nomes comuns de cavalas ou cavalinhas, um conjunto de espécies pelágicas próximas dos atuns com importância comercial.

## Taxonomia
A tribo consiste em sete espécies agrupadas em dois géneros:
- Scomber Linnaeus, 1758
  - Scomber australasicus Cuvier, 1832
  - Scomber colias Gmelin, 1789
  - Scomber japonicus, Houttuyn, 1782
  - Scomber scombrus Linnaeus, 1758

- Rastrelliger Jordan & Starks in Jordan & Dickerson, 1908
  - Rastrelliger brachysoma (Bleeker, 1851)
  - Rastrelliger faughni Matsui, 1967
  - Rastrelliger kanagurta (Cuvier, 1816)